# National Volleyball Association 2019
La National Volleyball Association 2019 si è svolta dal 6 aprile al 28 luglio 2019: al torneo hanno partecipato 6 squadre di club statunitensi e la vittoria finale è andata per la prima volta al Team LVC. 

## Regolamento

### Formula
È prevista una regular season con sei eventi, nel corso dei quali quattro franchigie alla volta danno luogo a un round-robin, per un totale di 12 incontri ciascuna; al termine della stagione regolare, le prime due classificate di ciascuna conference accedono ai play-off scudetto, disputati in gara unica, con le formazioni accoppiate col metodo della serpentina e tenendo conto della conference di appartenenza, dove è previsto un tabellone per le squadre vincenti e uno per quelle perdenti fino alla finale.
L'evento 1 si è svolto a Louisville, l'evento 2 a Fort Wayne, l'evento 3 a Long Beach, l'evento 4 a Columbus, l'evento 5 e i play-off scudetto ad Angola e l'evento 6 a Phoenix.

### Criteri di classifica
Se il risultato finale è stato di 3-0 sono stati assegnati 5 punti alla squadra vincente e 0 a quella sconfitta, se il risultato finale è stato di 3-1 sono stati assegnati 4 punti alla squadra vincente e 1 a quella sconfitta, se il risultato finale è stato di 3-2 sono stati assegnati 3 punti alla squadra vincente e 2 a quella sconfitta.
L'ordine del posizionamento in classifica è stato definito in base a:
- Punti
- Numero di partite vinte;
- Ratio dei set vinti/persi;
- Ratio dei punti realizzati/subiti;
- Risultati degli scontri diretti;
- Classifica avulsa.

## Squadre partecipanti
Alla NVA 2019 partecipano sei franchigie statunitensi, le stesse dell'edizione precedente.
| Club              | Stagione | Città       | Stagione precedente                                                |
| ----------------- | -------- | ----------- | ------------------------------------------------------------------ |
| OC Stunners       | dettagli | Lake Forest | 1ª in NVA (Western Conference), Quarti di finale play-off scudetto |
| Icemen            | dettagli | Chicago     | 2ª in NVA (Eastern Conference), Semifinali play-off scudetto       |
| Phoenix Ascension | dettagli | Tempe       | 2ª in NVA (Western Conference), Finale play-off scudetto           |
| Rising Tide       | dettagli | Washington  | 3ª in NVA (Western Conference)                                     |
| Team LVC          | dettagli | Albany      | 3ª in NVA (Eastern Conference)                                     |
| Team Pineapple    | dettagli | Angola      | 1ª in NVA (Eastern Conference), Campione NVA                       |

### Divisione
| East Conference | West Conference   |
| --------------- | ----------------- |
| Icemen          | OC Stunners       |
| Team LVC        | Phoenix Ascension |
| Team Pineapple  | Rising Tide       |

## Impianti
|                                                                                     |                                                                        |                                                                            |
|                                                                                     |                                                                        |                                                                            |
| Kentucky Exposition Center Città: Louisville Capienza: 30 000 Anno d'apertura: 1956 | Empowered Sports Club Città: Fort Wayne Capienza: ? Anno d'apertura: ? | Long Beach Arena Città: Long Beach Capienza: 14 500 Anno d'apertura: ?     |
|                                                                                     |                                                                        |                                                                            |
| Battelle Hall Città: Columbus Capienza: 6 864 Anno d'apertura: 1980                 | Ball Sports Academy Città: Angola Capienza: ? Anno d'apertura: 2018    | Phoenix Convention Center Città: Phoenix Capienza: ? Anno d'apertura: 1972 |

## Torneo

### Regular season

#### Risultati
| Evento 1 |                           |     |                                   |
|          |                           |     |                                   |
| 06-04    | Stunners - Icemen         | 0-3 | 23-25, 25-27, 19-25               |
| 06-04    | Team Pineapple - Icemen   | 3-2 | 25-18, 25-27, 27-25, 19-25, 20-18 |
| 06-04    | Stunners - Team LVC       | 3-2 | 25-15, 20-25, 25-22, 20-25, 15-9  |
| 07-04    | Stunners - Team Pineapple | 3-0 | 25-19, 25-19, 25-23               |
| 07-04    | Icemen - Team LVC         | 1-3 | 20-25, 25-11, 22-25, 22-25        |
| 07-04    | Team LVC - Team Pineapple | 0-3 | 23-25, 18-25, 18-25               |

| Evento 2 |                              |     |                                  |
|          |                              |     |                                  |
| 18-05    | Rising Tide - Team LVC       | 0-3 | 15-25, 23-25, 16-25              |
| 18-05    | Icemen - Team LVC            | 0-3 | 22-25, 27-29, 16-25              |
| 19-05    | Rising Tide - Team Pineapple | 1-3 | 25-20, 20-25, 17-25, 22-25       |
| 19-05    | Rising Tide - Icemen         | 2-3 | 25-22, 25-19, 16-25, 27-29, 9-15 |
| 19-05    | Team LVC - Team Pineapple    | 3-1 | 20-25, 25-18, 25-15, 25-17       |
| 19-05    | Team Pineapple - Icemen      | 1-3 | 25-22, 25-27, 20-25, 23-25       |

| Evento 3 |                         |     |                                   |
|          |                         |     |                                   |
| 25-05    | Icemen - Stunners       | 1-3 | 25-23, 24-26, 18-25, 23-25        |
| 25-05    | Rising Tide - Stunners  | 1-3 | 22-25, 19-25, 25-23, 21-25        |
| 26-05    | Icemen - Ascension      | 3-1 | 23-25, 25-21, 25-18, 25-19        |
| 26-05    | Icemen - Rising Tide    | 2-3 | 18-25, 27-25, 16-25, 25-22, 15-17 |
| 26-05    | Stunners - Ascension    | 0-3 | 25-22, 25-15, 25-23               |
| 26-05    | Ascension - Rising Tide | 0-3 | 22-25, 22-25, 18-25               |

| Evento 4 |                            |     |                                   |
|          |                            |     |                                   |
| 01-06    | Ascension - Team LVC       | 1-3 | 21-25, 27-25, 14-25, 26-28        |
| 01-06    | Team LVC - Team Pineapple  | 0-3 | 25-21, 25-21, 25-23               |
| 02-06    | Ascension - Icemen         | 0-3 | 15-25, 20-25, 22-25               |
| 02-06    | Ascension - Team Pineapple | 0-3 | 20-25, 17-25, 16-25               |
| 02-06    | Team LVC - Icemen          | 2-3 | 23-25, 25-23 31-29, 19-25, 13-15  |
| 02-06    | Icemen - Team Pineapple    | 2-3 | 25-20, 19-25, 27-29, 26-24, 10-15 |

| Evento 5 |                              |     |                                   |
|          |                              |     |                                   |
| 08-06    | Rising Tide - Stunners       | 0-3 | 26-28, 21-25, 14-25               |
| 08-06    | Ascension - Rising Tide      | 2-3 | 25-23, 25-21, 17-25, 26-28, 10-15 |
| 08-06    | Team Pineapple - Stunners    | 3-0 | 25-20, 25-17, 25-22               |
| 09-06    | Team Pineapple - Rising Tide | 2-3 | 25-20, 22-25, 25-20, 23-25, 13-15 |
| 09-06    | Stunners - Ascension         | 3-2 | 22-25, 25-17, 23-25, 25-20, 15-7  |
| 09-06    | Team Pineapple - Ascension   | 3-0 | 25-19, 25-21, 25-23               |

| Evento 6 |                         |     |                                   |
|          |                         |     |                                   |
| 29-06    | Team LVC - Rising Tide  | 3-2 | 28-30, 25-17, 25-21, 15-25, 16-14 |
| 29-06    | Ascension - Rising Tide | 3-1 | 25-27, 25-20, 25-21, 25-16        |
| 29-06    | Team LVC - Stunners     | 0-3 | 19-25, 21-25, 17-25               |
| 30-06    | Team LVC - Ascension    | 2-3 | 25-23, 14-25, 25-22, 19-25, 9-15  |
| 30-06    | Rising Tide - Stunners  | 0-3 | 22-25, 25-27, 25-27               |
| 30-06    | Stunners - Ascension    | 3-0 | 25-15, 25-14, 25-20               |

#### Classifica
| Pos. | Squadra           | Pt | G  | V  | P  | SV | SP | Ratio | PF   | PS   | Ratio |
| ---- | ----------------- | -- | -- | -- | -- | -- | -- | ----- | ---- | ---- | ----- |
| 1    | OC Stunners       | 28 | 12 | 10 | 2  | 30 | 12 | 2,500 | 995  | 879  | 1,132 |
| 2    | Team LVC          | 23 | 12 | 7  | 5  | 27 | 20 | 1,350 | 1037 | 1025 | 1,012 |
| 3    | Team Pineapple    | 20 | 12 | 7  | 5  | 25 | 20 | 1,250 | 1026 | 987  | 1,040 |
| 4    | Icemen            | 19 | 12 | 6  | 6  | 26 | 24 | 1,080 | 1141 | 1120 | 1,019 |
| 5    | Rising Tide       | 11 | 12 | 4  | 8  | 19 | 30 | 0,630 | 1057 | 1118 | 0,945 |
| 6    | Phoenix Ascension | 7  | 12 | 2  | 10 | 12 | 33 | 0,360 | 922  | 1049 | 0,879 |

      Ammesse ai play-off scudetto.

### Play-off scudetto
|  | Quarti di finale | Quarti di finale | Quarti di finale |                |                | Semifinale     | Semifinale | Semifinale |  |  | Finale | Finale | Finale |  |
|  |                  |                  |                  |                |                |                |            |            |  |  |        |        |        |  |
|  | OC Stunners      | OC Stunners      | 1                |                |                |                |            |            |  |  |        |        |        |  |
|  | OC Stunners      | OC Stunners      | 1                |                |                |                |            |            |  |  |        |        |        |  |
|  | Team Pineapple   | Team Pineapple   | 3                |                |                |                |            |            |  |  |        |        |        |  |
|  | Team Pineapple   | Team Pineapple   | 3                |                | Team Pineapple | Team Pineapple | 2          |            |  |  |        |        |        |  |
|  |                  |                  |                  |                | Team Pineapple | Team Pineapple | 2          |            |  |  |        |        |        |  |
|  |                  |                  | Team LVC         | Team LVC       | 3              |                |            |            |  |  |        |        |        |  |
|  | Rising Tide      | Rising Tide      | Team LVC         | Team LVC       | 3              | 1              |            |            |  |  |        |        |        |  |
|  | Rising Tide      | Rising Tide      |                  |                |                |                |            |            |  |  |        |        |        |  |
|  | Team LVC         | Team LVC         | 3                |                |                |                |            |            |  |  |        |        |        |  |
|  | Team LVC         | Team LVC         | 3                |                | Team LVC       | Team LVC       | 3          |            |  |  |        |        |        |  |
|  |                  |                  |                  |                |                |                |            |            |  |  |        |        |        |  |
|  |                  |                  | Team Pineapple   | Team Pineapple | 0              |                |            |            |  |  |        |        |        |  |
|  |                  |                  | Team Pineapple   | Team Pineapple | 0              |                |            |            |  |  |        |        |        |  |
|  |                  |                  |                  |                |                |                |            |            |  |  |        |        |        |  |
|  |                  |                  |                  |                |                |                |            |            |  |  |        |        |        |  |
|  |                  | Team Pineapple   | Team Pineapple   | 3              |                |                |            |            |  |  |        |        |        |  |
|  |                  |                  |                  | 3              |                |                |            |            |  |  |        |        |        |  |
|  |                  |                  | OC Stunners      | OC Stunners    | 0              |                |            |            |  |  |        |        |        |  |
|  | OC Stunners      | OC Stunners      | OC Stunners      | OC Stunners    | 0              | 3              |            |            |  |  |        |        |        |  |
|  | OC Stunners      | OC Stunners      |                  |                |                |                |            |            |  |  |        |        |        |  |
|  | Rising Tide      | Rising Tide      | 0                |                |                |                |            |            |  |  |        |        |        |  |

#### Quarti di finale
| Tabellone vincenti |                           |     |                            |
|                    |                           |     |                            |
| 27-07              | Stunners - Team Pineapple | 1-3 | 17-25, 25-23, 19-25, 20-25 |
| 27-07              | Rising Tide - Team LVC    | 1-3 | 25-23, 18-25, 21-25, 20-25 |

| Tabellone perdenti |                        |     |                     |
|                    |                        |     |                     |
| 27-07              | Stunners - Rising Tide | 3-0 | 25-19, 25-22, 25-18 |

#### Semifinali
| Tabellone vincenti |                           |     |                                   |
|                    |                           |     |                                   |
| 28-07              | Team Pineapple - Team LVC | 2-3 | 25-22, 25-22, 18-25, 19-25, 12-15 |

| Tabellone perdenti |                           |     |                     |
|                    |                           |     |                     |
| 28-07              | Team Pineapple - Stunners | 3-0 | 25-23, 28-26, 25-19 |

#### Finale
| \| Tabellone vincenti \| \| \| \| \| \| \| \| \| \| 28-07 \| Team Pineapple - Team LVC \| 0-3 \| 20-25, 22-25, 20-25 \| |                           |     |                     |
| Tabellone vincenti |                           |     |                     |
| |                           |     |                     |
| 28-07 | Team Pineapple - Team LVC | 0-3 | 20-25, 22-25, 20-25 |

## Statistiche
| Rendimento individuale | Rendimento individuale | Rendimento individuale | Rendimento individuale |
| Pos.                   | Nome                   | Punti                  | Squadra                |
| ---------------------- | ---------------------- | ---------------------- | ---------------------- |
| 1                      | Raymond Szeto          | 166                    | OC Stunners            |
| 2                      | Jeffrey Ptak           | 154                    | Team Pineapple         |
| 3                      | Nicolas Szerszeń       | 149                    | Team LVC               |
| 4                      | Lewis Bryan            | 132                    | Phoenix Ascension      |
| 5                      | Collin Mahan           | 121                    | Rising Tide            |
| 6                      | Trevor Weiskircher     | 106                    | Rising Tide            |
| 7                      | Daniel Starkey         | 105                    | Icemen                 |
| 8                      | Michael Wexter         | 97                     | Rising Tide            |
| 9                      | Tomas Goldsmith        | 95                     | Team Pineapple         |
| 10                     | Jasmin Cull            | 83                     | Team Pineapple         |

| Attacchi vincenti | Attacchi vincenti  | Attacchi vincenti | Attacchi vincenti |
| Pos.              | Nome               | Punti             | Squadra           |
| ----------------- | ------------------ | ----------------- | ----------------- |
| 1                 | Raymond Szeto      | 143               | OC Stunners       |
| 2                 | Jeffrey Ptak       | 134               | Team Pineapple    |
| 3                 | Nicolas Szerszeń   | 127               | Team LVC          |
| 4                 | Lewis Bryan        | 112               | Phoenix Ascension |
| 5                 | Collin Mahan       | 102               | Rising Tide       |
| 6                 | Trevor Weiskircher | 94                | Rising Tide       |
| 7                 | Daniel Starkey     | 83                | Icemen            |
| 7                 | Michael Wexter     | 83                | Rising Tide       |
| 9                 | Griffin Shields    | 69                | Icemen            |
| 10                | Jasmin Cull        | 67                | Team Pineapple    |

| Muri vincenti | Muri vincenti      | Muri vincenti | Muri vincenti     |
| Pos.          | Nome               | Punti         | Squadra           |
| ------------- | ------------------ | ------------- | ----------------- |
| 1             | David Hancock      | 20            | Icemen            |
| 2             | Lance Rogers       | 19            | Team LVC          |
| 2             | Matthew August     | 19            | OC Stunners       |
| 4             | Mark Olsen         | 18            | Phoenix Ascension |
| 4             | Matthew Walsh      | 18            | Team Pineapple    |
| 6             | Brandon Poindexter | 17            | Icemen            |
| 7             | Lewis Bryan        | 16            | Phoenix Ascension |
| 8             | Jeffrey Ptak       | 14            | Team Pineapple    |
| 9             | Robert Feathers    | 13            | OC Stunners       |
| 9             | Collin Mahan       | 13            | Rising Tide       |

| Battute vincenti | Battute vincenti | Battute vincenti | Battute vincenti  |
| Pos.             | Nome             | Punti            | Squadra           |
| ---------------- | ---------------- | ---------------- | ----------------- |
| 1                | Tomas Goldsmith  | 23               | Team Pineapple    |
| 2                | Daniel Starkey   | 18               | Icemen            |
| 3                | Raymond Szeto    | 17               | OC Stunners       |
| 3                | Nicolas Szerszeń | 17               | Team LVC          |
| 5                | Matthew Walsh    | 12               | Team Pineapple    |
| 6                | Matthew West     | 10               | OC Stunners       |
| 7                | Jasmin Cull      | 9                | Team Pineapple    |
| 8                | Dillon Emery     | 8                | OC Stunners       |
| 8                | Shaun Dryden     | 8                | Team Pineapple    |
| 8                | Zachary Melcher  | 8                | Phoenix Ascension |